# Сибирские татары

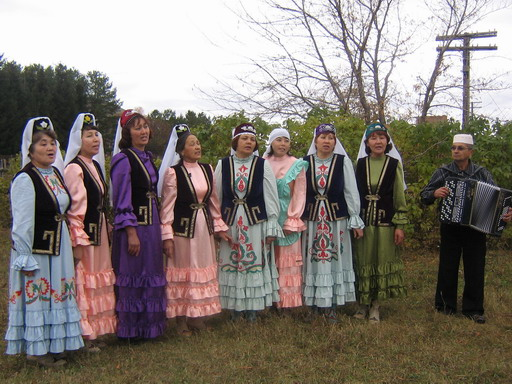
Сибирские татары

Сиби́рские тата́ры (тат. себер татарлары; самоназвание — татарлар, себер татарлары, сибиртатарлары, сибиртар) — этнографическая и этнотерриториальная группа татар Западной Сибири. Коренное население Тюменской, Омской, Новосибирской, Свердловской, Томской и Кемеровской областей.
Исторически сформировались на территории средневекового Сибирского ханства.

## Этноним
Этническое взаимодействие сибирских татар с переселившимися в Западную Сибирь волго-уральскими татарами привело к изменению традиционной культуры местных групп. Во второй половине XIX — начале XX века сибирские татары окончательно были интегрированы в общетатарскую культурно-информационную систему. В процессе у сибирских татар распространился вначале конфессионим «мусульмане», а затем и единый этноним «татары», хотя ещё сохранялись, но уже во втором уровне и другие формы самоназвания. К первой четверти XX века консолидация сибирских и волго-уральских татар была завершена.

## Физическая антропология
Сибирские татары подразделяются на два антропологических типа смешанного происхождения, в целом относящихся к переходной между монголоидной и европеоидной большими расами:
- уральский тип является основным для всех групп сибирских татар, занимающих северный ареал их проживания, и в качестве компонента прослеживается у более южных групп сибирских татар.
- южносибирский тип характерен прежде всего для татар Барабинской степи и в качестве примеси отмечается почти у всех сибирских татар, имея тенденцию к увеличению у южных, степных групп и к уменьшению у северных, лесных.

Центральноазиатский тип зафиксирован у барабинцев. У некоторых групп тобольских и томских татар отмечен чулымский тип. Заболотные татары чрезвычайно близки к берёзовским хантам.

## Группы и подгруппы
- Тоболо-иртышская (включает заболотных (ясколбинских), тоболо-бабасанских, коурдакско-саргатских, тарских, тобольских и тюменско-туринских ясколбинских татар);
- Барабинская (включает барабинско-туражских, любейско-тунусских и теренинско-чойских татар);
- Томская (включает калмаков, чатов и эуштинцев)[19].

Также в составе сибирских татар выделяется ассимилированная ими этническая группа сибирских бухарцев. Верхотурские и обские татары полностью ассимилированы русскими.

## Территория проживания и численность

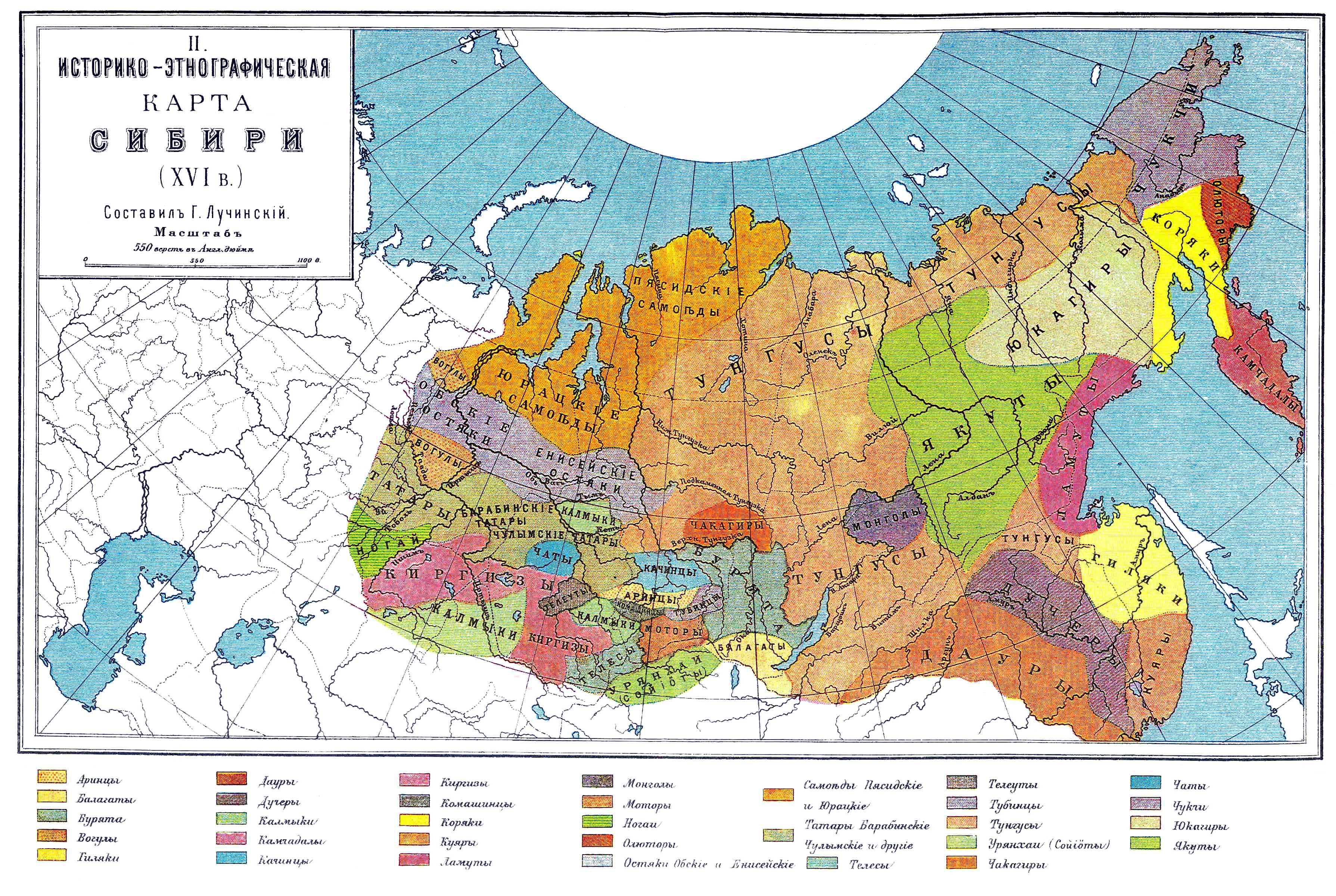
Историко-этнографическая карта Сибири (XVI в.). Изображение взято из Энциклопедического словаря Брокгауза и Ефрона

По данным переписи населения 2010 года в регионах Западной Сибири проживало более 520 тысяч татар. Изучение этнического состава татар Западной Сибири показало, что здесь сибирские татары сегодня насчитывают около 190 тысяч человек. А остальные татары являются выходцами из районов Поволжья и Приуралья и их потомками. Это, прежде всего, казанские татары, мишари, кряшены и другие группы европейских татар. Что касается крымских татар, то в сибирском регионе их проживает немного. В наши дни часть поволжско-приуральских татар тоже стали себя называть себертатарлары, то есть сибирские татары. Одни из них называют себя так потому, что смешались с сибирскими татарами. Другие давно живут в Сибири и, как и русские, считают себя сибиряками.
Сибирские татары исторически проживали на обширных равнинах к востоку от Уральских гор до реки Томь в степной, лесостепной и лесной зонах. Исконные сёла сибирских татар расположены чересполосно с сёлами других этносов преимущественно в Аромашевском, Заводоуковском, Вагайском, Исетском, Нижнетавдинском, Тобольском, Тюменском, Уватском, Ялуторовском, Ярковском районах Тюменской области; Большереченском, Знаменском, Колосовском, Муромцевском, Тарском, Тевризском, Усть-Ишимском районах Омской области; Чановском, Кыштовском, Венгеровском, Куйбышевском, Колыванском районах Новосибирской области; Кривошеинском, Томском районах Томской области, по нескольку сёл имеется в Свердловской и Кемеровской областях. Значительно сибирскотатарское население в городах указанных областей, а за пределами РФ общины сибирских татар есть в Центральной Азии и Турции (село Богрюделик в провинции Конья).
По сообщению послов сибирского хана Едигера, прибывших в Москву в 1555 году, количество «чёрных людей» без знати в ханстве составляло 30 700 человек. В грамоте Ивана Грозного об обложении их данью приводится цифра 40 000 человек. По итогам Первой всероссийской переписи, в Тобольской губернии в 1897 году сибирских татар насчитывалось 56 957 человек. Это последние известия о подлинной численности сибирских татар, так как дальнейшие переписи происходили с учётом численности татар-переселенцев из других регионов России. Нельзя не упомянуть и о том, что многие сибирские татары всячески уклонялись от переписи, полагая, что то была очередная попытка царского правительства заставить их платить ясак (налог)[страница не указана 2714 дней].
Согласно данным переписи 1926 года, в Западной Сибири проживало 90 тысяч сибирских татар и 28 тысяч волго-уральских татар.
Всего же, по результатам Всероссийской переписи населения, в 2002 году в вышеназванных областях (их территория соответствует основной территории исторического Сибирского ханства), проживало 358 949 татар, из которых 9289 идентифицировали себя как сибирские татары. Наибольшее число респондентов идентифицировали себя как сибирские татары в Тюменской и Курганской областях — 7890 и 1081 человек соответственно. Всего же, по данным переписи 2002 года, в России проживало 9611 сибирских татар. В то же время, в ряде публикаций численность коренных сибирских татар оценивается от 190 до 210 тысяч человек. Столь значительное расхождение в данных может быть объяснено тем, что практически все сибирские татары разделяют официальную точку зрения о том, что являются частью единой татарской нации, и считают свой родной язык восточным диалектом литературного татарского. Небольшая часть считает себя представителями отдельного народа с самобытным языком и культурой.
Кроме того, ряд немусульманских народов Западной Сибири (чулымцы, хакасы, шорцы, телеуты) по сей день используют термин «татар» или «тадар» в качестве самоназвания.

## Этногенез и этническая история
Сравнительно достоверные данные об этногенезе, как считается в науке, можно получить с эпохи неолита (6—4 тыс. лет до н. э), когда начинают складываться племена. Эта эпоха характеризуется обитанием на территории Западной Сибири племён угорско-уральского происхождения, контактировавшими с племенами Прикаспийской Средней Азии. В середине 2-го тысячелетия до н. э. в Сибирь проникают ираноязычные племена. Рубеж и начало новой эры характеризуются формированием древнетюркского этноса в Сибири. Тюркские племена хунну обитали в Западной Сибири уже во II—III вв. н. э. В VI—IX вв. западносибирскую лесостепь заселяют значительные массы тюрков, пришедшие из районов Алтая и Центрального Казахстана. В XIII в. в Прииртышье появляются кыпчаки, вытесненные из южных степей войсками Чингисхана. В этот период начинается активный уход угорского населения на север, часть которого остаётся и вливается в состав тюркского населения. Всё это время не прерываются контакты местного сибирско-тюркского населения с этносами Средней Азии, поскольку границы владений среднеазиатских государственных объединений доходили до территории Прииртышья. Так к XV—XVI вв. складывается этническое ядро сибирских татар.
В XIII в. территория проживания сибирских татар входила в состав Золотой Орды. В XIV в. возникает Тюменское ханство со столицей Чинги-Тура (совр. Тюмень), в конце XV—XVI вв. — Сибирское ханство со столицей в Искере (близ современного Тобольска)[страница не указана 2714 дней].
Историк Ш. Ф. Мухамедьяров отмечал, что «сибирские татары до настоящего времени остаются в этнографическом плане одним из наименее изученных народов Сибири, хотя в их географическом размещении с момента присоединения Сибирского ханства к России существенных изменений не произошло».
Историк Н. А. Томилов ранее определял сибирских татар как отдельный народ, однако позже изменил свою классификацию, определив их как этнографическую группу.

## Генофонд
| Изученные популяции сибирских татар | N   | Е1b1b1а1-М78 | С2*-М217* | С2b1b-М48 | G2a1a-Р18 | G2a1a*-Р16* | G2a2b2a-Р303 | С2а2b1 -М406 | G2a*-Р15* | H1-M69 | I*-М170* | I2a1-Р37.2 | J1-М267 | J2b-М12 | J2a1a-М47 | J2a1b-М67 | J2*-М172* | L1b-М317 | N1c2b-Р43 | N1с2а-М128 | N1c1a-М178 | O1b-Р31 | O2*-М122 | O2а2b1-М134 | Q*М242* | R1а1а*-М 198* | R1a1a1b1a1-М458 | R1b1a1а-Р297* | R1b1a1а2-М269 | R2а-М124 |
| ----------------------------------- | --- | ------------ | --------- | --------- | --------- | ----------- | ------------ | ------------ | --------- | ------ | -------- | ---------- | ------- | ------- | --------- | --------- | --------- | -------- | --------- | ---------- | ---------- | ------- | -------- | ----------- | ------- | ------------- | --------------- | ------------- | ------------- | -------- |
| Тоболо-иртышские                    | 388 | 2,2          | 0,3       | 2,0       | 1,1       | 0,3         | 9,2          | 0,2          | 0,5       | 1,8    | 0,9      | 3,1        | 1,7     | 3,4     | 0,0       | 0,0       | 6,7       | 0,9      | 20,9      | 0,0        | 11,2       | 0,6     | 0,3      | 0,9         | 11,5    | 12,1          | 2,3             | 2,8           | 1,5           | 1,7      |
| Искеро-тобольские                   | 68  | 0,0          | 0,0       | 1,5       | 2,0       | 0,0         | 1,5          | 0,0          | 0,0       | 8,8    | 2,9      | 0,0        | 1,5     | 0,0     | 0,0       | 0,0       | 2,9       | 2,9      | 8,8       | 0,0        | 14,7       | 0,0     | 1,5      | 0,0         | 16,7    | 22,1          | 1,5             | 2,9           | 0,0           | 7,4      |
| Иштякско-токузские                  | 69  | 0,0          | 0,0       | 2,9       | 1,5       | 0,0         | 5,8          | 0,0          | 0,0       | 0,0    | 1,5      | 11,6       | 1,4     | 0,0     | 0,0       | 0,0       | 0,0       | 1,4      | 2,9       | 0,0        | 11,6       | 2,9     | 0,0      | 0,0         | 37,7    | 13,0          | 2,9             | 2,9           | 0,0           | 0,0      |
| Татары-бухарцы                      | 79  | 8,9          | 1,3       | 0,0       | 1,3       | 1,3         | 35,4         | 0,0          | 2,5       | 0,0    | 0,0      | 3,8        | 0,0     | 6,3     | 0,0       | 0,0       | 2,5       | 0,0      | 8,9       | 0,0        | 7,6        | 0,0     | 0,0      | 1,3         | 0,0     | 12,7          | 1,3             | 1,3           | 3,8           | 0,0      |
| Ялуторовские                        | 86  | 2,3          | 0,0       | 5,8       | 0,0       | 0,0         | 3,5          | 1,2          | 0,0       | 0,0    | 0,0      | 0,0        | 5,8     | 8,1     | 0,0       | 0,0       | 27,9      | 0,0      | 3,5       | 0,0        | 12,8       | 0,0     | 0,0      | 0,0         | 3,5     | 11,6          | 5,8             | 3,5           | 3,5           | 1,2      |
| Заболотныe                          | 86  | 0,0          | 0,0       | 0,0       | 0,0       | 0,0         | 0,0          | 0,0          | 0,0       | 0,0    | 0,0      | 0,0        | 0,0     | 2,3     | 0,0       | 0,0       | 0,0       | 0,0      | 80,2      | 0,0        | 9,3        | 0,0     | 0,0      | 3,5         | 0,0     | 1,2           | 0,0             | 3,5           | 0,0           | 0,0      |

## Язык и письменность
Письменным и родным языком для большинства сибирских татар является татарский литературный язык. Однако у сибирских татар выделяется отдельный сибирско-татарский язык, который относится по большинству фонетико-грамматических показателей к языку кыпчакско-ногайской подгруппы кыпчакской группы западнохуннской ветви тюркских языков. Некоторыми исследователями он также считается восточным диалектом стандартного татарского языка. В лексике и грамматике имеются элементы языков карлукской группы, кыпчакско-булгарской и киргизо-кыпчакской подгрупп. Такое взаимопроникновение элементов языков разных групп и подгрупп в рамках тюркских языков характерно практически для всех тюркских языков. В фонетике прослеживаются явления тотального оглушения звонких согласных, связанные с угорским субстратом. 9 гласных звуков составляют систему вокализма, имеются восходящие и нисходящие дифтонги. Исконных согласных 17. К специфическим относятся шумный щелевой (фрикативный) губной полузвонкий [бв], заднеязычный шумный щелевой полузвонкий [г], шумный щелевой увулярный звонкий [ғ], шумный смычный увулярный глухой қ смычный увулярный [ң], щелевой губно-губной [w]. Для языка характерно цоканье и йоканье во всех позициях слова. На морфологическом уровне отмечается широкое употребление причастий и деепричастий, употребление древнетюркской лексемы бак (смотреть) в значении модальной частицы пак (карап пак — посмотри, утырып пак — присядь). Профессор Г. Х. Ахатов считает, что «цоканье» у сибирских татар сохранилось от половцев[страница не указана 2714 дней].
С 1949 года татарские диалекты Западной Сибири активно изучала доктор филологических наук Диляра Гарифовна Тумашева, ею были выделены тоболо-иртышский диалект с тюменским, тобольским, заболотным, тевризским, тарским говорами, барабинский диалект, томский диалект с эуштинско-чатским, орским и калмакским говорами.

## Духовная культура
Народные праздники и обычаи включают в себя элементы доисламских верований сибирских тюрков. К народным праздникам относится амаль (восточный новый год в день весеннего равноденствия). В селе проводится коллективная трапеза, раздаются подарки (предметы разбрасываются с высокой постройки), участники играют в игры.
Сегодня почти забыт древний праздник карга путка («воронья (грачиная) каша»). У сибирских татар в доисламский период ворона считалась священной птицей. Праздник проводился во время прилёта грачей, то есть перед началом посевных работ. Жители села собирали по подворьям крупу и другие продукты, варили кашу в большом котле на всех участников, развлекались, а остатки трапезы оставляли в поле[страница не указана 2714 дней].
Также традиционно сибирские татары в засушливое лето проводят мусульманский обряд «Молитва о ниспослании дождя», где сельчане во главе с мусульманским духовенством проводят этот обряд заклания жертвенного животного в засушливую погоду с просьбой к Всевышнему о дожде, либо, наоборот, в дождливую о прекращении осадков для возможности продолжения сельскохозяйственных работ (в основном заготовки сена).
Ввиду того, что ислам в среду сибирских татар пришёл через Бухарских суфийских шейхов, среди сибирских татар сохранилось уважительное отношение к этим шейхам. Так называемые «Астана», захоронения шейхов, почитаются сибирскими татарами, и более того, у каждой «Астаны» имеется свой «хранитель», который следит за ее состоянием, а местное население, проезжая рядом с «Астаной», всегда останавливается у могилы шейха и, прочитав молитвы, передаёт вознаграждение от прочитанного пророку Мухаммаду, его семье, сподвижникам, аулия (друзьям Аллаха), всем шейхам, мусульманам и себе.
Историк Ю. П. Прибыльский на Всероссийской научной конференции «Три века сибирской школы» в Тобольске осенью 2001 года впервые осветил первенствующую роль ислама в распространении грамоты среди татарского населения, светского и конфессионального образования. Затем эта тема была развита в книге «Колыбель просвещения», выпущенной фондом «Возрождение Тобольска».

## Материальная культура

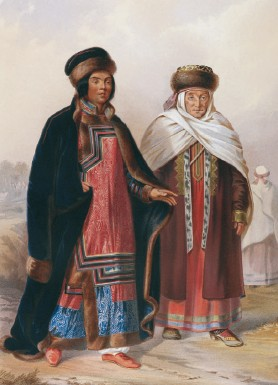
Сибирские татарки Енисейской и Томской губерний

Аулами, а в прошлом юртами называли сибирские татары свои сёла, а города — тора, кала. Среди томских татар до революции сохранились термины улус и аймак. Многие названия сибирскотатарских селений восходят к этнонимическому именованию, к местоположению (связаны с названиями рек, озёр), а также к имени основателя. Все названия сибирскотатарских селений имеют сибирскотатарское и русское официальное название, которое, собственно, тоже является тюркским. Почти все сёла сибирских татар располагаются на берегу водоёма (реки или озера). С сооружением дорог появились притрактовые селения. Старая часть села, обычно без строгой планировки, располагается на возвышенной части, где имелась мечеть с присущим сибирскому региону архитектурным обликом (деревянная срубная постройка с довольно приземистым минаретом над входной зоной). В селениях — волостных центрах находились здания волостных правлений (отдельная изба или пятистенный дом). Из других зданий выделялись почтовые станции в притрактовых деревнях, помещения училищ, частные магазины, лавки, кузницы. Кладбище располагалось неподалёку от села. Могилы имели четырёхугольные срубовидные оградки. На могильном холме женщины ставилось два деревянных столба — в изголовье и у ног. На могиле мужчины — один столб с полумесяцем.
Из строений известны срубные постройки, глинобитные, дерновые и кирпичные жилища, землянки и полуземлянки. В XVII—XVIII веках сооружались низкие срубные юрты с небольшими дверями, без окон, в которые свет проникал через отверстие в плоской земляной крыше[страница не указана 2714 дней]. Поздние бревенчатые пятистенные дома имели двускатную или четырёхскатную крышу, крытую деревянными досками, и имели глухие ограды по всему периметру хозяйства. Некоторые имели двухэтажные срубные дома, а в городах зажиточные купцы и промышленники — каменные дома. Немногие дома с внешней стороны украшались узорами, расположенными на наличниках окон, карнизах, воротах усадеб. В основном это был геометрический орнамент, лишь иногда в узорах прослеживались изображения животных, птиц и людей, так как это запрещалось исламом. Во внутреннем убранстве дома главенствующее положение имели нары — урын, застеленные тканными безворсовыми паласами — келэм. На нарах устанавливался невысокий круглый столик для принятия пищи, спали на нарах же, застелив их перинами (тушэк) из пера птицы. По краю нар стопками укладывались одеяла (йурган), подушки (йастык), сундуки. Нары заменяли всю необходимую мебель. Также в домах были столики на очень низких ножках, полки для посуды. Лишь у богатых сибирских татар встречалась и другая мебель, например шкафы и стулья. Отапливались жилые дома печами (мейец) — русскими с топкой, плитой и духовой частью для приготовления пищи и только отопительными с топкой. Второй этаж двухэтажного дома не отапливался. Одежда развешивалась на деревянной жерди под потолком (мауыл). Окна прорезались небольшими и занавешивались занавесками (тэрэс пэртэ). Подворье разделялось на дворовую (кура, ишегалт) и хозяйственную — скотную части (мал кура). Имелся погреб со льдом, который заготавливали зимой, для хранения мясных изделий.
Современные сибирскотатарские сёла имеют квартальную планировку. Во многих построены мечети различного архитектурного плана. Все постройки выполнены из дерева или кирпича. Этнического колорита современные сёла не имеют, за исключением наличия мечети, кладбища с полумесяцами на могилах, которые имеют деревянные, железные оградки и памятники из железа или камня. Внутреннее убранство дома ничем не отличается от обычного городского. Для отопления используется газ.
Повседневная одежда мужчин и женщин состояла из шаровар и рубашки. Поверх рубашки надевались чекмень (цикмэн) или камзол (камсул), представлявшие собой приталенный стёганный с длинными рукавами и карманами род пиджака ниже колен из шерстяной ткани. Женский чекмень отличался от мужского большим расширением к подолу. Праздничные платья сибирских татарок шились с оборками (пормэ) и нагрудными украшениями (исеу). Праздничной мужской одеждой являлся халат (йэктэ, цапан). Из обуви известны кожаные сапоги (атыу, царык), кожаные туфли (царык паш), калоши, зимой — валенки. Головные уборы мужчин — тюбетейки (кэбэц), шапки на меху (такыя). Женщины носили налобную повязку (сарауц), а поверх неё шаль или платок. Обязательным атрибутом женских украшений были накосники (цулбы), браслеты (пелэклек) в основном из серебра. Зимняя одежда состояла из стёганых пальто (кортэ), овчинных тулупов (тун), шуб[страница не указана 2714 дней].
По крою и расцветке старинная верхняя одежда сибирских татар сродни среднеазиатской и Саяно-Алтайской, (с уйгуро-китайским отворотом), женские платья — башкирским (с несколькими рядами оборок по подолу), костюмы начала XX века и позже подвержены татарскому влиянию.

## Традиционное хозяйство, ремёсла
Скотоводство — основное занятие сибирских татар в прошлом, на селе и сейчас. В хозяйстве выращивали лошадей, крупный и мелкий рогатый скот, в редких хозяйствах разводили верблюдов для торговли в южных странах. После весенних полевых работ табуны лошадей выпускались на вольную пастьбу. Овец стригли 2 раза в год. Сено заготавливается летом на индивидуальных и общинных покосах. До сих пор популярны рыболовство и охота. Основная рыба — карась (табан), а отстреливаются водоплавающая птица, лось, косуля, пушной зверь. Известно о ловле медицинских пиявок[страница не указана 2714 дней].
Ремёсла в основном были связны с внутренним потреблением. Шкуры домашнего скота и дичи выделывались вручную. Из шкур шились тулупы, обувь. Из пера птицы набивались подушки и перина. Козий пух и овечью шерсть пряли, вязали из пуха шали для себя и на продажу, а из шерсти — в основном носки. Лён обрабатывали для пошива одежды.
Мастера (оста) вязали сети (ау), неводы (йылым) и производили другие приспособления для ловли рыбы, а также капканы на животных. Имеются данные об изготовлении верёвок из липового лыка, плетении коробов из ивовых прутьев, изготовлении берестяной и деревянной посуды, лодок, телег, саней, лыж. В северных районах собирали кедровые шишки[страница не указана 2714 дней].

## Социальная организация
В период Сибирского ханства и ранее у сибирских татар существовали родо-племенные отношения с элементами территориальной общины.
В XVIII — начале XX вв. у сибирских татар существовали 2 формы общины: община-волость и община-селение. Функции общины-волости сводились в основном к фискальным и представляли собой этническую и сословную общность. Община-селение представляла собой поземельную единицу с присущими ей регулированием землепользования, хозяйственными функциями, функциями управления. Управление велось демократическими сходами. Проявлением общинной традиции является обычай взаимопомощи.
Немаловажной у сибирских татар была роль тугума. Тугум — группа родственных семей, берущих начало от одного предка. Роль тугума заключалась в регулировании семейных, хозяйственно-бытовых отношений, исполнении религиозных и народных ритуалов. Важной была роль и религиозной общины, регулировавшей определённые отношения в общине в целом.